# CANT Z.511
Dimensions
Le CAN Z.511 était un hydravion à flotteurs italien, dont le prototype a volé pour la première fois en octobre 1940. Il est connu pour être le plus grand appareil de cette catégorie à avoir jamais volé. C'est un appareil comparable en dimensions, masse et motorisation au Douglas DC-4. Développé en tant qu'avion de ligne, il n'a jamais été mis en service en raison du déclenchement de la guerre. Le prototype a été utilisé pour le transport militaire. 

## Développement
En 1937, Ala Littoria émet une requête pour un hydravion de ligne capable de transporter des passagers et du courrier vers l'Amérique du Sud. En réponse, le Z.511 est développé par CANT, sous la direction de Filippo Zappata. Initialement, Zappata compte utiliser le moteur Alfa Romeo 135, un 18 cylindres en double étoile en cours de développement chez Alfa Romeo et devant produire plus de 1 600 cv. Néanmoins, ce moteur prometteur sur le papier rencontre d'énormes difficultés de mise au point (il n'est jamais vraiment devenu opérationnel). 
Le premier prototype souffre d'un problème de blocage des gouvernes ; une fois le mécanisme changé, l'avion se révéle fiable, performant, et capable de se poser par un état de mer incroyablement défavorable pour un hydravion à flotteurs. Malheureusement, le déclenchement de la guerre interrompt le projet. Le premier prototype est réquisitionné par les militaires, tandis que le deuxième, inachevé, est démonté. Zappata tente de proposer des dérivés militaires de son avion, notamment un puissant bombardier patrouilleur maritime. Aucun de ces projets n'aboutit, et le prototype est détruit par des avions britanniques en 1943.